# یغما گلرویی
یغما گلرویی (زادهٔ ۶ مرداد ۱۳۵۴ در ارومیه) ترانه‌سرا، شاعر، نویسنده و مترجم ایرانی است. خسته شدم، رؤیای ما، ستاره، ضیافت و کوچه ملی از آثار او هستند.

## زندگی‌نامه
یغما گلرویی در روز ششم مرداد ۱۳۵۴ در بیمارستان «مهر» ارومیه متولد شد. 
او به همراه افشین یداللهی، نیلوفر لاری‌پور، سعید امیراصلانی، افشین سیاه‌پوش و مهدی محتشم جلساتِ ترانه‌خوانی در خانهٔ پدری خود برگزار کرد و تداوم این جلسات رفته‌رفته باعث تشکیلِ «خانه ترانه» شد. بعد از حدود یک دهه در اعتراض به نحوهٔ گرداندن جلسات با نوشتن یک یادداشت از آن جلسات اعلام جدایی کرد.
او در اردیبهشت سال ۱۳۷۷ نخستین مجموعه شعرِ خود را با عنوان «گفتم: بمان! نماند…» توسط مؤسسه فرهنگی هنری دارینوش منتشر کرد و بعد از آن آثار مختلفی از او در زمینه‌های شعر، ترانه، ترجمه، فیلم‌نامه و بازسرایی متون منتشر شده‌است.

## زندگی حرفه‌ای
امیر کریمی اولین خواننده‌ای بود که در آلبوم «تا همیشه» از شعرهای گلرویی استفاده کرد، اما «دوستت دارم» ناصر عبداللهی اولین آلبومی بود که با دو ترانه از سروده‌های گلرویی منتشر شد. همچنین در سال ۱۳۸۲، سیاوش قمیشی در چند ترانه از آلبوم نقاب از سروده‌های او استفاده کرد که این موضوع باعث شهرت گلرویی شد. همکاری او با قمیشی تا آلبوم رگبار ادامه داشت.
در تاریخ ۱۰ اسفند ۱۳۹۰ چهارمین آلبوم شاهین نجفی با نام هیچ هیچ هیچ منتشر شد که دو ترانهٔ آن از سروده‌های گلرویی بودند. او در آلبوم‌های ترامادول و ص نیز با شاهین نجفی همکاری داشت که این همکاری پس از مصاحبه‌های گلرویی علیه نجفی پایان یافت.
در سال ۱۳۹۴ احمد پوری در مصاحبه‌ای اعلام کرد که «فردی ترجمه‌های او و مترجمی دیگر را در کتابی گرد آورده و به نام خود منتشر کرده‌است.» او افزوده بود: «متوجه شده‌ام ایشان هیچ زبان خارجی نمی‌داند، فقط فارسی‌اش تا حدی خوب بوده که بتواند با رونویسی، ترجمه‌های دیگران را از ترکی و زبان‌های دیگر به نام خود منتشر کند.»
با آنکه پوری نامی از فرد مذکور نبرده بود، اما پیامد صحبت‌های او انتشار نقدهایی بر ۱۶ کتاب شعر به زبان‌های فرانسه، انگلیسی و ایتالیایی، اسپانیایی، عربی، ترکی استانبولی و کردی با ترجمهٔ یغما گلرویی بود که باعث شد گلرویی بیانیه تندی در دفاع از خود منتشر کند. در ادامه شهیار قنبری هم با اشاره به این‌که «اگرچه دوستان بسیار دیر به سروقت «کپی‌کاران» رفته‌اند اما همین هم غنیمت است» به این ماجرا واکنش نشان داد که مجدداً پاسخ تند گلرویی را به دنبال داشت. از دیگر جوابیه‌های او می‌توان به انتشار نامه علیه محمدعلی بهمنی، رضا یزدانی، سید مهدی موسوی، روزبه بمانی، حسن روحانی، خانوادهٔ حسین پناهی و… اشاره کرد.
در سال ۱۳۹۵ خبرگزاری‌ها اعلام کردند که ترانهٔ مرگ بر آمریکا با ترانه‌ای از یغما گلرویی و صدای کاوه آفاق اجرا خواهد شد که حواشی و بازتاب‌های مختلفی در جامعهٔ هنری داشت.
همچنین در همین سال، موسسهٔ فرهنگی هنری اوج، وابسته به سپاه پاسداران، همکاری یغما گلرویی با این سازمان در سرودن ترانه برای دو نماهنگ «سبک زندگی در تهران قدیم» و «مقام شهدا» را تأیید کرد، هرچند این را به معنای تأیید اقدامات قبلی و گذشتهٔ گلرویی ندانست.

## آثار
از او آثار متعددی ازجمله شعر، داستان و ترجمه منتشر شده‌ و ترانه‌های او توسط خوانندگانی چون ابی، داریوش، شاهرخ، عارف، امید، فرامرز آصف، حسن شماعی‌زاده، سیاوش قمیشی، شادمهر عقیلی، شاهین نجفی، ناصر عبداللهی، قاسم افشار، سعید شهروز و رضا یزدانی اجرا شده‌است.
ترانهٔ «تصور کن» از آلبوم روزهای بی‌خاطرهٔ سیاوش قمیشی و «ستاره» از آلبوم آدم و حوای شادمهر عقیلی از سروده‌های گلرویی هستند.
در ده‍ه نود، حضور او در صدا و سیمای جمهوری اسلامی پررنگ بوده که از آن‌جمله می‌توان به سرودن تیتراژ سریال‌های ماه رمضان (نظیر سریال مدینه) و همچنین اشعار تبلیغات تلویزیونی (نظیر تبلیغ «سس دلپذیر») اشاره کرد.

### مجموعه اشعار
- رانندگی در مستی (در ایران مجوز چاپ نیافت و در آلمان منتشر شد)
- باران برای تو می‌بارد ۱۳۹۲
- چپق صلح (مجموعه شعر)
- تصور کن ۱۳۸۶
- رقص در سلول انفرادی ۱۳۸۴
- بی سرزمین تر از باد ۱۳۸۲
- اینجا ایران است و من تو را دوست می‌دارم (مجموعه شعر)
- تنها برای تو می‌نویسم، بی بی باران ۱۳۸۰
- پرنده بی پرنده ۱۳۷۹
- مگر تو با ما بودی!؟ (مجموعه شعر)
- گفتم بمان! نماند… (مجموعه شعر)
- من رؤیایی دارم (مجموعه شعر)
- این راهروها به تو نمی‌رسند (مجموعهٔ شعر و عکس)

### ترانه‌ها
| نام ترانه         | خواننده            | آهنگ‌ساز                  | تنظیم           |
| ----------------- | ------------------ | ------------------------ | --------------- |
| رویای ما          | ابی و شادمهر عقیلی | شادمهر عقیلی             | شادمهر عقیلی    |
| یه دختر           | ابی و شادمهر عقیلی | شادمهر عقیلی             | شادمهر عقیلی    |
| جهان بدون تو      | ابی                | اشکان دباغ               | اشکان دباغ      |
| قلب قاپ           | ابی                | اشکان دباغ               | اشکان دباغ      |
| لاله‌زار           | ابی                | اشکان دباغ               | اشکان دباغ      |
| جاده‌های نرفته     | ابی                | اشکان دباغ               | سعید زمانی      |
| کوچه نسترن        | ابی                | اشکان دباغ               | اشکان دباغ      |
| دلم می‌خواد        | ابی                | اشکان دباغ               | اشکان دباغ      |
| شب یلدا           | ابی                | اشکان دباغ و خشایار جوزی | اشکان دباغ      |
| شاهنومه           | ابی                | اشکان دباغ               | اشکان دباغ      |
| چشمم به اون خونس  | ابی                | اشکان دباغ               | اشکان دباغ      |
| آخرین آهنگ        | ابی                | اشکان دباغ               | اشکان دباغ      |
| زخم نامرئی        | ابی                | فرزین قره‌گوزلو           | فرزین قره‌گوزلو  |
| تهران من          | ابی                | فرزین قره‌گوزلو           | فرزین قره‌گوزلو  |
| چه می‌کنی          | داریوش             | رامین زمانی              | رامین زمانی     |
| ناروزگار          | داریوش             | کیوان رجبی               | علی مهراسبی     |
| نازنین            | شاهرخ              | فریبرز حاجی‌نبی           | آندرانیک        |
| همین بسه          | عارف               | شادمهر عقیلی             | هومن نامداری    |
| رویا              | امید               | محمد مقدم                | محمد مقدم       |
| گل‌فروش            | فرامرز آصف         | فرامرز آصف               | آندرانیک        |
| گیتار             | حسن شماعی‌زاده      | حسن شماعی‌زاده            | حسن شماعی‌زاده   |
| نقاب              | سیاوش قمیشی        | سیاوش قمیشی              | اروین خاچیکیان  |
| خسته شدم          | سیاوش قمیشی        | سیاوش قمیشی              | اروین خاچیکیان  |
| فاصله             | سیاوش قمیشی        | سیاوش قمیشی              | اروین خاچیکیان  |
| بی‌سرزمین‌تر از باد | سیاوش قمیشی        | سیاوش قمیشی              | اروین خاچیکیان  |
| لعنت              | سیاوش قمیشی        | سیاوش قمیشی              | اروین خاچیکیان  |
| پرسه              | سیاوش قمیشی        | سیاوش قمیشی              | اروین خاچیکیان  |
| عسل بانو          | سیاوش قمیشی        | سیاوش قمیشی              | اروین خاچیکیان  |
| نفس بکش           | سیاوش قمیشی        | سیاوش قمیشی              | اروین خاچیکیان  |
| پنجره             | سیاوش قمیشی        | سیاوش قمیشی              | آلن جی ناظاریان |
| تصور کن           | سیاوش قمیشی        | سیاوش قمیشی              |                 |
| یاد من باش        | سیاوش قمیشی        | سیاوش قمیشی              |                 |
| جنگل بدون ریشه    | سیاوش قمیشی        | سیاوش قمیشی              |                 |
| چوب‌خط             | سیاوش قمیشی        | سیاوش قمیشی              |                 |
| خدا جون           | سیاوش قمیشی        | سیاوش قمیشی              |                 |
| تو بارون که رفتی  | سیاوش قمیشی        | سیاوش قمیشی              |                 |
| داداشی            | شادمهر عقیلی       | شادمهر عقیلی             | شادمهر عقیلی    |
| ستاره             | شادمهر عقیلی       | شادمهر عقیلی             | شادمهر عقیلی    |
| با من باش         | شادمهر عقیلی       | شادمهر عقیلی             | شادمهر عقیلی    |

### داستان، فیلم‌نامه، مجموعه‌نامه
- مسیح سرگردان
- سلام! خانم رنگین کمان!
- زنجیری (فیلم‌نامه)
- پوکه (فیلم‌نامه)

### ترجمه‌ها
- جهان در بوسه‌های ما زاده می‌شود، اشعار شاعران جهان
- فرشته‌ای در کنارِ توست!، شعرهای مارگوت بیکل، با همکاری ندا زندیه
- دو فنجون قهوه، دو نخ سیگار، شل سیلور استاین
- باران یعنی: تو برمی‌گردی!، نزار قبانی
- نه! نمی‌خواهم ببینمش…، فدریکو گارسیا لورکا
- آوازهای کولی، فدریکو گارسیا لورکا
- تمامِ کودکانِ جهان شاعرند!، اشعار شاعران جهان
- نامه به کودکی که هرگز زاده نشد، اوریانا فالاچی
- یک مرد، اوریانا فالاچی
- به سلامتی برادرم هیچ‌کس!، چارلز بوکوفسکی
- ماهی مست، اورهان ولی
- زوزه، آلن گینزبرگ، با همکاری حسن علیشیری
- چشمان تو قاتل منند، مختوم قلی فراغی
- دیوارها سخن نمی‌گویند، احمد کایا، با همکاری آیدین آقاخانی
- جنس ضعیف، اوریانا فالاچی
- خدا در لباس کارگری، کارل سندبرگ

### تصحیح متون، بازسرایی، گردآوری
- عاشقانه‌های سلیمان (بازسرایی غزل غزلهای سلیمان)
- حافظ یاغی
- پری کوچک
- مَرا به خانه‌اَم ببر!

### قطعه‌های موسیقی
- رؤیای ما / خواننده: ابی و شادمهر عقیلی
- تاریک تاریکم / خواننده: حامد بهداد
- سگ هار / خواننده: شاهین نجفی
- باغ انار / خواننده: دانیال قدیملو
- بارون / خواننده: کیان
- اگه دوباره / خواننده: میلاد فرهودی
- وصیت / خواننده: نوا
- اگه بارون بیاد / خواننده: نهان
- بارونو دوست داری / خواننده: حمید مدیری
- اگه برگردی / خواننده: ناصر رشیدی
- حسادت / خواننده: حمیدرضا یوسفی
- تاکسی / خواننده: مانی رهنما / مجید صفدری
- چشماتو می‌بوسم / خواننده: محمد جمالزاده
- سایهٔ مرد / خواننده: مجید صفدری
- آی! خدا جون / خواننده: شیما فراز
- یه دختر / خواننده: ابی / شادمهر عقیلی
- کافکا / خواننده: مجید صفدری
- می‌شه عاشق تو بود / خواننده: حمیدرضا یوسفی
- ستاره / خواننده: شادمهر عقیلی
- پونز / خواننده: شاهین نجفی
- رانندگی در مستی / خواننده: شاهین نجفی
- بوسهٔ فرانسوی / خواننده: آرمان شادی‌وند
- آلیس/خواننده:شاهین نجفی
- عمو نوروز/خواننده:شاهین نجفی
- سینما/خواننده:حمید رضا برومندیار
- کوچه نسترن /خواننده: ابی
- آلبوم لاله زار / خواننده: ابی
- چه می کنی؟ / خواننده: داریوش
- نا روزگار / خواننده: داریوش

### ترانه برای سریال‌ها و فیلم‌های سینمایی
- فیلم‌سینمایی «متروپل» /کارگردان: مسعود کیمیایی / خواننده: رضا یزدانی
- فیلم‌سینمایی «خط ویژه» /کارگردان: مصطفی کیایی / خواننده: رضا یزدانی
- تیراژ پایانی فیلم سینمایی مطرب/کارگردان: مصطفی کیایی/خواننده:پرویز پرستویی و عایشه‌گل جوشکون
- فیلم‌سینمایی «حکم» /کارگردان: مسعود کیمیایی / خواننده: رضا یزدانی
- فیلم سینمایی «رئیس» /کارگردان: مسعود کیمیایی / خواننده: رضا یزدانی
- فیلم سینمایی «محاکمه در خیابان» /کارگردان: مسعود کیمیایی / خواننده: رضا یزدانی
- فیلم سینمایی «هفت ترانه» /کارگردان: بهمن زرین‌پور / خواننده: شروین نجفیان
- فیلم سینمایی «سرود تولد» /کارگردان: محمد قویتن / خواننده: امین حیایی
- فیلم سینمایی «نسکافهٔ داغ داغ» /کارگردان: امیر قویتن / خواننده: خسرو شکیبایی
- فیلم سینمایی «رفقای فراموش شده» /کارگردان: روزبه روحی‌پور / خواننده: رضا یزدانی
- فیلم سینمایی «دموکراسی تو روز روشن» /کارگردان: علی عطشانی
- فیلم سینمایی «گام‌های معلق» /خواننده: رضا یزدانی
- فیلم سینمایی «کسی از گربه‌های ایران خبر ندارد» /کارگردان: بهمن قبادی / خواننده: شروین نجفیان
- فیلم سینمایی (قاتل اهلی) به کارگردانی مسعود کیمیایی با خوانندگی امیر دانایی
- ترانهٔ تیتراژ سریالِ کوچهٔ اقاقیا
- ترانهٔ تیتراژ سریالِ توپ گرد
- ترانهٔ تیتراژ سریالِ عشقِ گمشده
- ترانهٔ تیتراژ سریالِ متهم گریخت
- ترانهٔ تیتراژ سریالِ پشت کنکوری‌ها
- ترانهٔ تیتراژ سریالِ بعد از بیداری
- ترانهٔ تیتراژ سریالِ شب‌نشینی
- ترانهٔ تیتراژ سریالِ رانت‌خوار کوچک
- ترانهٔ تیتراژ سریالِ زندگی به شرطِ خنده
- ترانهٔ تیتراژ سریالِ کمربندها را ببندید
- ترانهٔ تیتراژ سریالِ مرگ تدریجی رؤیا
- ترانهٔ تیتراژ سریالِ آئینه[۱۲]
- ترانهٔ تیتراژ سریالِ قلب یخی
- ترانه تیتراژ سریال بدون شرح